# فيكتور إسبينوزا
فيكتور إسبينوزا (بالإنجليزية: Victor Espinoza)‏ هو فارس أمريكي، ولد في 23 مايو 1972 في Tulancingo ‏ في المكسيك.

## وصلات خارجية
- الموقع الرسمي
- فيكتور إسبينوزا على موقع IMDb (الإنجليزية)
- فيكتور إسبينوزا على موقع الموسوعة البريطانية (الإنجليزية)